# Machiques de Perijá
Machiques de Perijá is een gemeente in de Venezolaanse staat Zulia. De gemeente telt 141.000 inwoners. De hoofdplaats is Machiques.